# Comuna Strutîn, Zolociv
Strutîn (în ucraineană Струтин) este o comună în raionul Zolociv, regiunea Liov, Ucraina, formată din satele Kîikiv, Kobîleciciîna, Kozakî, Luka, Strutîn (reședința), Zarvanîțea și Zolocivka.

## Demografie
Componența lingvistică a comunei Strutîn
     Ucraineană (99,37%)
     Alte limbi (0,59%)
Conform recensământului din 2001, majoritatea populației comunei Strutîn era vorbitoare de ucraineană (99,37%), existând în minoritate și vorbitori de alte limbi.